# Daniele Adani
Daniele Adani, född 10 juli 1974, är en italiensk före detta fotbollsspelare som spelade som mittback. Daniele Adani har enbart spelat för italienska klubbar under sin karriär och debuterade 1994 för Modena. Därefter har han representerat klubbar som Brescia, Fiorentina, Inter, Ascoli och Empoli. Daniele Adani har även representerat det italienska landslaget.